# شيري ميخائيل ميداي
شيري ميخائيل ميداي، أول مصرية وعربية أمريكية تعمل قاضي في الولايات المتحدة.

## السيرة الذاتية
شيرى ميخائيل ميداى، ابنة القمص میخائیل ادوارد میخائیل، أمريكية من أصل مصري، ولدت في ولاية «كليفلاند»، في الثاني عشر من أكتوبر عام 1976، بعد عامين من هجرة والديها الي الولايات المتحدة من القاهرة، تخرجت من جامعة "جون كارول" عام 1998، وحصلت علي الدكتوراه في الدراسات القانونية من جامعة «كيس ويسترن ريسيرف» عام 2001، عملت محامية في مكتب «بكليفلاند» لمدة 6 سنوات للإيفاء بشروط الترشح لمنصب القاضي، كما عملت لمدة ثلاث سنوات وكيل نيابة، وثلاث سنوات أخرى كمساعد لقاض، وبعدها ترشحت لمنصب قاض، وهي أم لثلاثة أطفال هم «أثناسيوس، ميخليا، وهيلينا».

## الترشح لانتخابات منصب القضاء.
قررت أن تتقدم بطلب الترشح في الانتخابات التي سوف تجرى في مدينة «كوياهوجا» بولاية أوهايو لمنصب قاضٍ، وذلك في الفترة من 15 مارس 2016 حتى 8 نوفمبر 2016، وأستطاعت أن تفوز بمقعدها بعد أعلان النتائج بأسابيع، لتقوم بحلف اليمين بعدها بأيام، للتولى ابتداءً من أول الخامس من ینایر عام 2017. كل القضایا المدنیة والجنائیة، لتكون بذلك أول مصرية أمريكية تتسابق في انتخابات القضاة، وأول مصرية أمريكية تنتخب كقاضية في تاريخ الولايات المتحدة.